# Eurya montis-wilhelmii
Eurya montis-wilhelmii är en tvåhjärtbladig växtart som beskrevs av W.R. Barker. Eurya montis-wilhelmii ingår i släktet Eurya och familjen Pentaphylacaceae. Inga underarter finns listade i Catalogue of Life.